# Guillaume-Chrétien de Lamoignon de Malesherbes
Guillaume-Chrétien de Lamoignon de Malesherbes ([guijóm krétien delamoaňon demalzerbe]; 6. prosince 1721, Paříž – 23. dubna 1794 tamtéž) byl francouzský osvícenský právník, botanik, ministr, kritik a nakonec obhájce krále Ludvíka XVI., popraveného za Francouzské revoluce.

## Život
Narodil se v právnické rodině a jeho otec Guillaume de Lamoignon de Malesherbes byl v letech 1723–1736 předsedou nejvyššího soudu. Studoval práva, krátce působil jako obhájce a v roce 1741 se stal náměstkem nejvyššího státního zástupce. Roku 1749 se oženil a s paní Grimod de la Reynière měl dvě dcery. Jedna z jeho vnuček se později stala švagrovou François René de Chateaubrianda, druhá matkou Alexise de Tocquevilla.

## Královský úředník
Roku 1750 se stal předsedou nejvyššího finančního úřadu (cour des aides) a vrchním cenzorem. V této funkci udělil povolení k tisku Francouzské encyklopedie a když bylo povolení zrušeno a Diderotovi hrozilo zabavení všech rukopisů, nabídl mu Malesherbes, že je může uložit u něho. Po zrušení vrchních soudů roku 1771 začal psát králi svá „Napomenutí“ (Remontrances), za což byl vyhoštěn z Paříže na své venkovské sídlo. Po smrti Ludvíka XV. ho král Ludvík XVI. jmenoval – spolu s reformním ekonomem Turgotem – ministrem s širokou kompetencí, ale když se mu nepodařilo zrušit ani tajné zatykače, v následujícím roce odstoupil. Roku 1785 vydal pojednání o protestantských sňatcích a když se roku 1787 stal členem Královské rady (nejvyššího sboru poradců), prosadil Versailleský edikt, který upravil občanství nekatolíků a tak připravil otevření náboženské tolerance. Protože jeho další reformy neuspěly, po roce opět odstoupil.

## Botanik a agronom
Od mládí byl Guillaume-Chrétien vášnivý botanik. Navštěvoval přednášky Bernarda de Jussieu, cestoval po Evropě a sbíral rostliny, dopisoval si o zemědělství s Rousseauem a Jeffersonem a vydal o tom několik pojednání. Roku 1750 byl zvolen členem Akademie věd a roku 1775 Francouzské akademie (křeslo 38).

## Revoluce
V roce 1792 byl u dcery ve Švýcarsku, rychle se ale vrátil a napsal předsedovi Konventu, že je ochoten se ujmout obhajoby Ludvíka XVI., i když si nedělal iluze o výsledku. Ludvík mu za to poděkoval, ale varoval ho, že riskuje život. Jeho obhajoba, na níž pracoval spolu s dvěma dalšími kolegy, je hodnocena jako nepodařená. Spolu s ministrem a prokurátorem oznámil Malesherbes 20. ledna 1793 rozsudek králi a odjel na své venkovské sídlo. V prosinci téhož roku byl s celou rodinou zatčen a 23. dubna 1794 s dcerou, vnučkou, s jejich manžely i dvěma sekretářkami popraven gilotinou.